# Wydział Nauk o Kulturze Fizycznej Akademii Wychowania Fizycznego im. Eugeniusza Piaseckiego w Poznaniu
Wydział Nauk o Kulturze Fizycznej Akademii Wychowania Fizycznego im. Eugeniusza Piaseckiego w Poznaniu – jeden z trzech wydziałów Akademii Wychowania Fizycznego im. Eugeniusza Piaseckiego w Poznaniu. Jego siedziba znajduje się przy ul. Królowej Jadwigi 27/39 w Poznaniu.

## Struktura wydziału
- Katedra Kinezjologii Sportu
- Katedra Tańca i Gimnastyki
- Katedra Teorii i Metodyki Sportu
- Katedra Turystyki i Rekreacji
- Katedra Wychowania Fizycznego
- Pracownia Języków Obcych

## Władze
- Dziekan: prof. dr hab. Tomasz Tasiemski
- Prodziekan do spraw studenckich: dr Tomasz Garsztka
- Prodziekan do spraw studiów: dr hab. Urszula Czerniak

## Kierunki
- Animacja Osób 50+
- Taniec w Kulturze Fizycznej
- Turystyka i Rekreacja
- Sport
- Wychowanie Fizyczne